# Castianeira spinipalpis
Castianeira spinipalpis là một loài nhện trong họ Corinnidae.
Loài này thuộc chi Castianeira. Castianeira spinipalpis được Cândido Firmino de Mello-Leitão miêu tả năm 1945.